# Battaglia di Halidon Hill
La battaglia di Halidon Hill fu uno scontro armato avvenuto nell'ambito della Seconda guerra d'indipendenza scozzese il 19 luglio 1333 tra l'esercito inglese, cui arrise la vittoria, e quello scozzese.

## Cause
Da quando John Comyn, III Signore di Badenoch era morto nel 1306 per mano di Robert Bruce e dei suoi seguaci la guerra di indipendenza scozzese era diventata anche una guerra civile. Il trattato di Edimburgo-Northampton del 1328 aveva posto fine alla prima guerra di indipendenza scozzese ponendo fine ad oltre trent'anni di guerriglia fra Scozia ed Inghilterra, ma gli scontenti erano stati molti specie fra coloro che a causa del trattato avevano perso parte delle loro terre. Nel 1332 un gruppo di uomini capitanato da Edoardo Balliol, figlio ed erede di Giovanni di Scozia, pretendente al trono di Scozia ed Enrico di Beaumont entrarono in Scozia affrontando gli uomini di Robert Bruce nella battaglia di Dupplin Moor.
Lo scontro vide gli invasori uscire vittoriosi e Balliol riuscì a soppiantare Davide II di Scozia sul trono scozzese, nonostante questo l'appoggio di cui poteva godere nel suo nuovo regno era relativamente basso e il 16 dicembre la sconfitta subita nella battaglia di Annan lo obbligò a lasciare il paese per rifugiarsi in Francia. Da lì chiese ad Edoardo III d'Inghilterra di venire in suo aiuto offrendogli in cambio le terre sud-orientali del regno, il sovrano inglese non si fece pregare troppo e, gettato al vento il trattato di quattro anni prima, dichiarò guerra alla Scozia.

## Preludio
All'inizio del 1333 l'atmosfera lungo i confini era tesa e l'Inghilterra non stava certo nascondendo di essere in procinto di entrare in guerra con i vicini. Dall'altra parte Archibald Douglas (prima del 1298-19 luglio 1333), allora Guardiano del Regno per Davide II di appena nove anni, cominciò i preparativi per difendere la città di Berwick-upon-Tweed raccogliendo armi e vettovaglie e rafforzandone le difese, operazioni che raggiunsero il culmine nel mese di marzo quando Balliol era entrato nel Roxburghshire. Con lui non c'erano solo i Signori che si erano visti depauperati dal trattato del 1328, ma anche diversi magnati inglesi desiderosi di espandere i loro domini. L'armata inglese avanzò piuttosto rapidamente fino a mettere la città sotto assedio. La residua ambiguità degli anni precedenti era ormai sorpassata: che Balliol stesse dalla parte degli inglesi divenne palese e la Seconda guerra di indipendenza scozzese prese inizio. Il 1º maggio lo stesso Edoardo III arrivò a Berwick dopo aver lasciato la moglie Filippa di Hainaut in salvo presso il castello di Bamburgh sulla costa del Northumberland. La resistenza scozzese fu scarsa e l'assedio di Berwick si rivelò tanto pesante quanto fruttuoso: i canali vennero prosciugati, i rifornimenti d'acqua interrotti e le comunicazioni con l'esterno vennero chiuse.
In tutto questo scenario l'inattività di Douglas fu in vivo contrasto con il rapido attivismo mostrato da Bruce nell'assedio del 1319 e fu chiaro che il Custode aveva perso tempo a radunare un esercito da tutta la nazione invece di usare le truppe già a sua disposizione per sferrare degli attacchi diversivi. Con l'arrivo di Edoardo III l'assedio entrò nel vivo, Alexander Seton, uno dei generali di Douglas, diede luogo ad appassionate operazioni di difesa, ma verso la fine di giugno le sue truppe, provate dai numerosi attacchi via mare e via terra erano esauste. Questo lo obbligò a chiedere una tregua, che gli venne concessa, fino all'11 luglio alla condizione che se entro quella data non fossero arrivati degli aiuti si sarebbe arreso. Per garanzia della sua buona fede Seton fu costretto a consegnare un certo numero di ostaggi compreso uno dei suoi figli, Thomas. Per ironia della sorte la Scozia si trovava nella stessa condizione in cui era stata l'Inghilterra prima della battaglia di Bannockburn, per salvare l'onore Douglas doveva per forza liberare Berwick, così come allora Edoardo I aveva dovuto liberare il castello di Stirling. Con tutto l'esercito che aveva raccolto il Guardiano non poté certo perdere altro tempo ed evitare lo scontro in campo aperto, d'altro canto occorreva ammettere che tutto quell'assembramento di uomini venuti da ogni parte del regno erano una grande manifestazione di unità nazionale.
Come molti degli eserciti medievali, è difficile stabilire quanto fosse effettivamente nutrito e si può credere che fosse più o meno pari a quello che combatté a Bannockburn, se non più numeroso, e così Douglas iniziò finalmente la sua, tardiva, marcia verso i confini. In un tentativo di allontanare Edoardo III da Berwick, Douglas entrò in Inghilterra l'11 luglio, l'ultimo della tregua, si diresse verso il porto di Tweedmouth e lo distrusse, ma Edoardo non si mosse. Un piccolo gruppo di scozzesi capitanati da William Keith fece in modo di passare attraverso le rovine del ponte fino a raggiungere l'argine nord del Tweed (fiume) e da lì di raggiungere Berwick. Douglas considerò quella sortita come un rinforzo e spedì un messaggio ad Edoardo invitandolo a lasciare la città minacciandolo, in caso contrario, di proseguire verso sud nella sua devastazione. Edoardo III ancora non si mosse ed il Guardiano come promesso si diresse verso Bamburgh sperando forse di ottenere così la stessa congiunzione di eventi che nel 1319 aveva portato alla vittoria della battaglia di Myton.
Il re inglese sapeva che Bamburgh era ben attrezzata e che avrebbe sopportato l'assedio con facilità e gli scozzesi non avevano il tempo per mettere insieme tutto ciò che occorreva per prendere d'assalto le mura. Su a nord intanto, per Berwick il tempo stava per scadere. Edoardo III dal canto suo rifiutò di riconoscere l'azione di Keith come un aiuto vero e proprio e poiché la città non dava segni di resa ordinò che gli ostaggi venissero squartati ed appesi fuori dalle mura a cominciare da Thomas Seton. Ancora nei due giorni seguenti altri ostaggi subirono lo stesso destino che doveva ripetersi finché non si fosse arrivati ad una resa. Alla fine la politica di Edoardo diede frutto: pur di salvare i due rimasti, Seton si costrinse a capitolare promettendo di arrendersi, a meno di aiuti ingenti entro martedì 20 luglio. A conti fatti ormai, molto dipendeva da una futura vittoria degli scozzesi in battaglia.

## La pioggia di frecce

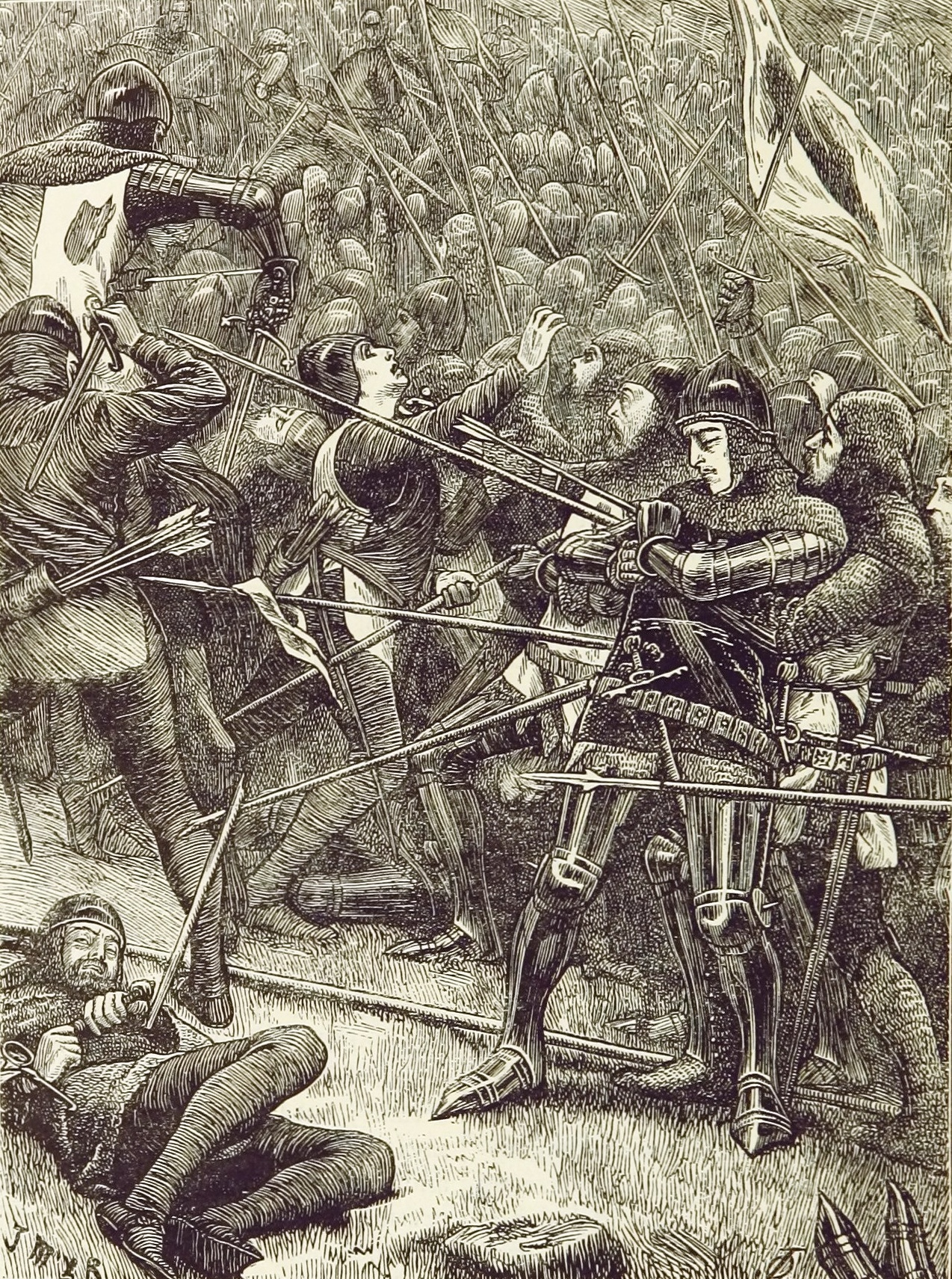
Carica degli scozzesi a Halidon Hill

Edoardo ed il suo esercito presero posto sulla sommità di Halidon Hill, due miglia a nord-ovest di Berwick, che dava un'ottima visuale della città e dei dintorni, compreso il porto assediato. Se Douglas avesse provato a girare intorno alla collina e puntare direttamente su Berwick sarebbe stato subito scoperto, così passando ad ovest del Tweed il giorno 19 luglio il Guardiano arrivò al villaggio di Duns. In quel modo egli si avvicinò ad Halidon Hill da nord-ovest pronto a combattere proprio là dove Edoardo aveva voluto, il che non fu la più saggia delle decisioni. L'approssimarsi degli scozzesi fu seguito da Beaumont che aveva raccontato ad Edoardo delle tecniche usate in dicembre a Duplin Moor e che si erano rivelate preziose per gli scozzesi. Le truppe inglesi erano schierate più o meno nello stesso modo, qualche aggiustamento era stato reso necessario solo per via del numero maggiore di effettivi. L'esercito era diviso in tre linee, fanteria, cavalieri ed armigeri, tutti pronti per combattere a piedi ed in posizione difensiva. La parte sinistra era al comando di Balliol, il centro era del sovrano e la destra di Tommaso Plantageneto, I conte di Norfolk, al fianco di ogni comparto marciava a difesa di esso un'ala di arcieri, leggermente in avanti così da offrire al nemico la massima potenza di fuoco ed agli alleati la massima copertura, un espediente che verrà usato anche nella battaglia di Crécy.
Anche l'esercito di Douglas era diviso in tre, nella tradizionale formazione dello Schiltron, il Guardiano ne comandava la sinistra, Roberto II di Scozia, futuro re, il centro e la destra era di John Randolph, III conte di Moray (1306-17 ottobre 1346). Prima di poter ingaggiare i soldati inglesi gli scozzesi dovettero marciare ai piedi della collina in un terreno paludoso e poi arrampicarsi su per il pendio settentrionale. I lancieri scozzesi avevano più volte dimostrato il loro valore nelle battaglie di Bannockburn o di Stirling Bridge, ma scontri più recenti come quello di Duplin Moor avevano mostrato la loro vulnerabilità alle frecce e non poteva non essere chiaro a Douglas, guardando i ranghi serrati e gli arcieri inglesi, che quella non sarebbe stata una battaglia giocata in pieno dalla cavalleria. Il buon senso avrebbe voluto che si aspettasse un'occasione migliore, ma avrebbe significato la perdita di Berwick e questo lo spinse a mandare avanti i soldati in una posizione di estremo svantaggio.
Non appena gli scozzesi misero piede nella palude ai piedi della collina le prime frecce presero a cadere e continuarono incessanti anche quando la formazione cominciò la lunga ascesa sul fianco della collina. I loro movimenti erano lenti e questo permetteva anche al più incurante degli arcieri di non poter mancare il bersaglio e furono molti i soldati che scelsero di salire con il viso rivolto all'indietro come se marciassero entro il nevischio. Le perdite furono subito ingenti anche se i piedi della collina erano ancora vicini. Le truppe di Moray, sensibilmente diminuite, furono le prime ad incontrare il nemico e Roberto Stewart lo seguì dappresso andando dritto contro gli uomini di Edoardo III e Douglas era dietro di loro. Il tempo però che ci volle agli ultimi due e Moray vide le sue file andare in fumo nello scontro corpo a corpo con quelle di Balliol; con il cessare delle frecce alla fine la formazione si ruppe e i soldati scesero in ritirata verso le pendici del colle. Quando gli arcieri ricominciarono a colpire, i fianchi conversero verso il centro in una grande massa informe, come se i soldati avessero voluto cercare riparo sotto i corpi dei propri commilitoni caduti. Almeno l'onore degli scozzesi però fu salvo, il conte di Ross infatti intraprese una coraggiosa azione di retroguardia che lo vide cadere sul campo. Con la sua morte gli inglesi misero mano ai cavalli alla ricerca dei fuggitivi; molti dei comandanti si diedero alla fuga con successo, ma altri furono meno fortunati, come Douglas che cadde morto al fianco di numerosi ed anonimi soldati. Il giorno seguente Berwick cadde.

## Le perdite nobiliari
I caduti furono migliaia, e fra questi si contarono anche diversi nobili fra cui:
- Archibald Douglas
- William Douglas, IV signore di Douglas, nipote per via materna di Archibald
- Hugh, conte di Ross
- Maol Choluim II
- Alexander Bruce, conte di Carrick
- Kenneth di Moravia, IV conte di Sutherland
- Alan Stewart di Dreghorn
- John Campbell, conte di Atholl